# Korošak, Bistričica
Korošak je gorski potok, ki skupaj s potokom Blatnica ustvarja strugo Bistričice, desnega pritoka reke Kamniška Bistrica. Korošak izvira iz več izvirov na vzhodnih pobočjih Kamniškega vrha (1259 m) in na svojem strmem kratkem toku tvori Korošaške slapove.
Izvir potoka pogojuje geološka zgradba, kjer se meša keratofir in vulkanski pepel z dolomitom in apnencem. Kamnine so zelo različnih barv: od zelenih do rjavih, od rdečih do belih, od sivih do črnih. Nepropustna podlaga povzroča relativno visok prodor talne vode na površje. Voda je zaradi različno odpornih kamnin izdolbla ponekod globoko, drugje pa plitvejšo strugo, čez vmesne pragove pa pada v nižjih ali višjih slapovih, ki jih je skupaj devet in so razporejeni med 730 in 1050 m nadmorske višine.